# Art et essai (salle de cinéma)
 (septembre 2024).
Pour un aperçu plus général, voir Film d'art.

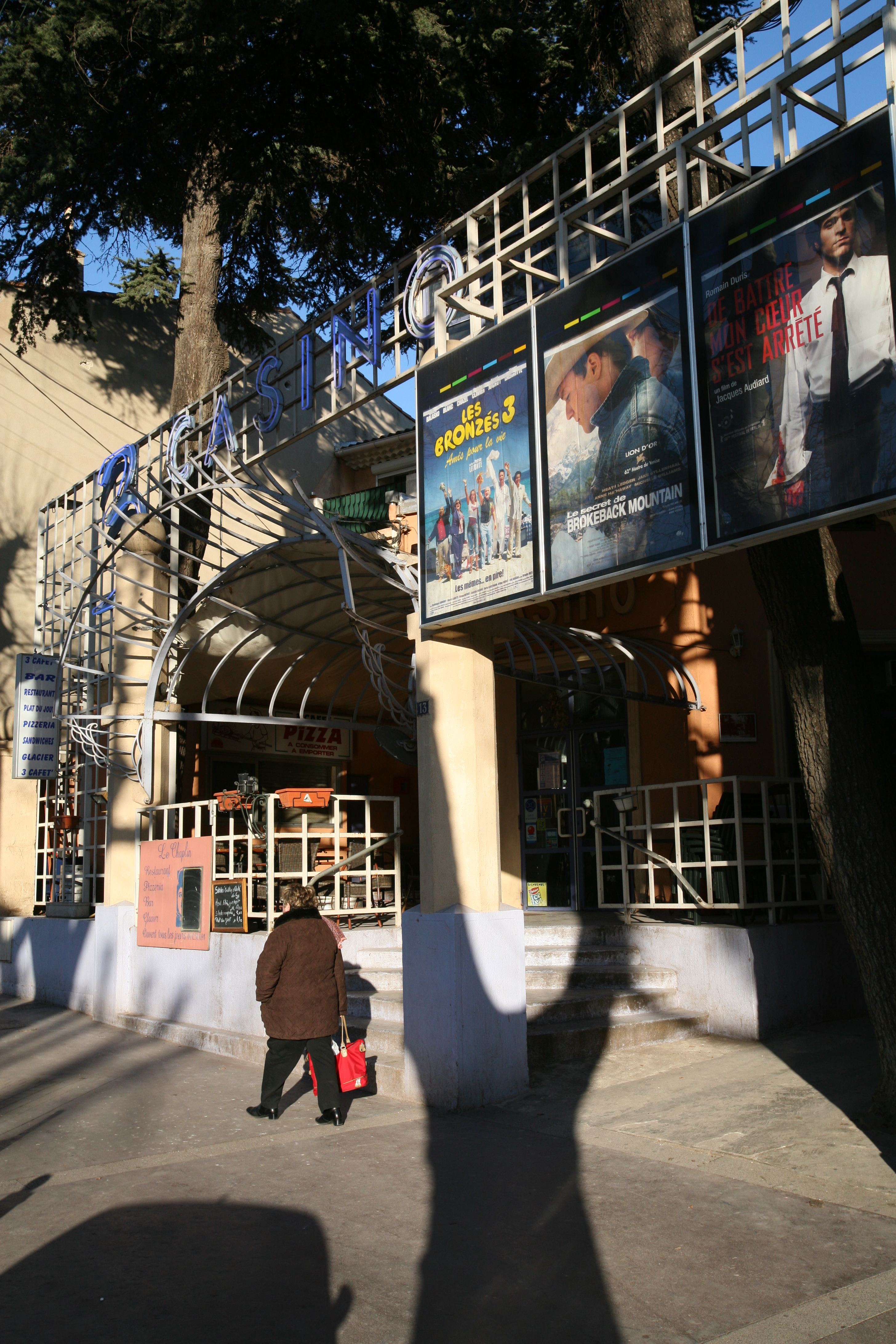
Le « 3 Casinos », un cinéma d’art et d’essai à Gardanne (Bouches-du-Rhône), en 2006 (donc, avant la loi de classement de 2014).

Une salle de cinéma « art et essai » est une salle dont la programmation promeut le cinéma d'art et d'essai.
La situation est très contrastée selon les pays : ces salles font partie de réseaux organisés en Allemagne, Belgique, France, Hongrie, Italie, Suisse, etc. mais sont souvent très isolées ailleurs. Ces réseaux sont ensuite regroupés au niveau international dans la Confédération internationale des cinémas d'art et d'essai.
En France, il s'agit en outre d'un label officiel de l'État qui est obtenu si la salle répond à certains critères spécifiques, ce qui lui permet ensuite d'obtenir une subvention gérée par le ministère de la Culture.
De manière générale, on parle indistinctement de « salle de cinéma d'art et essai » ou de « salle de cinéma d'art et d'essai ».

## Définition

### En France

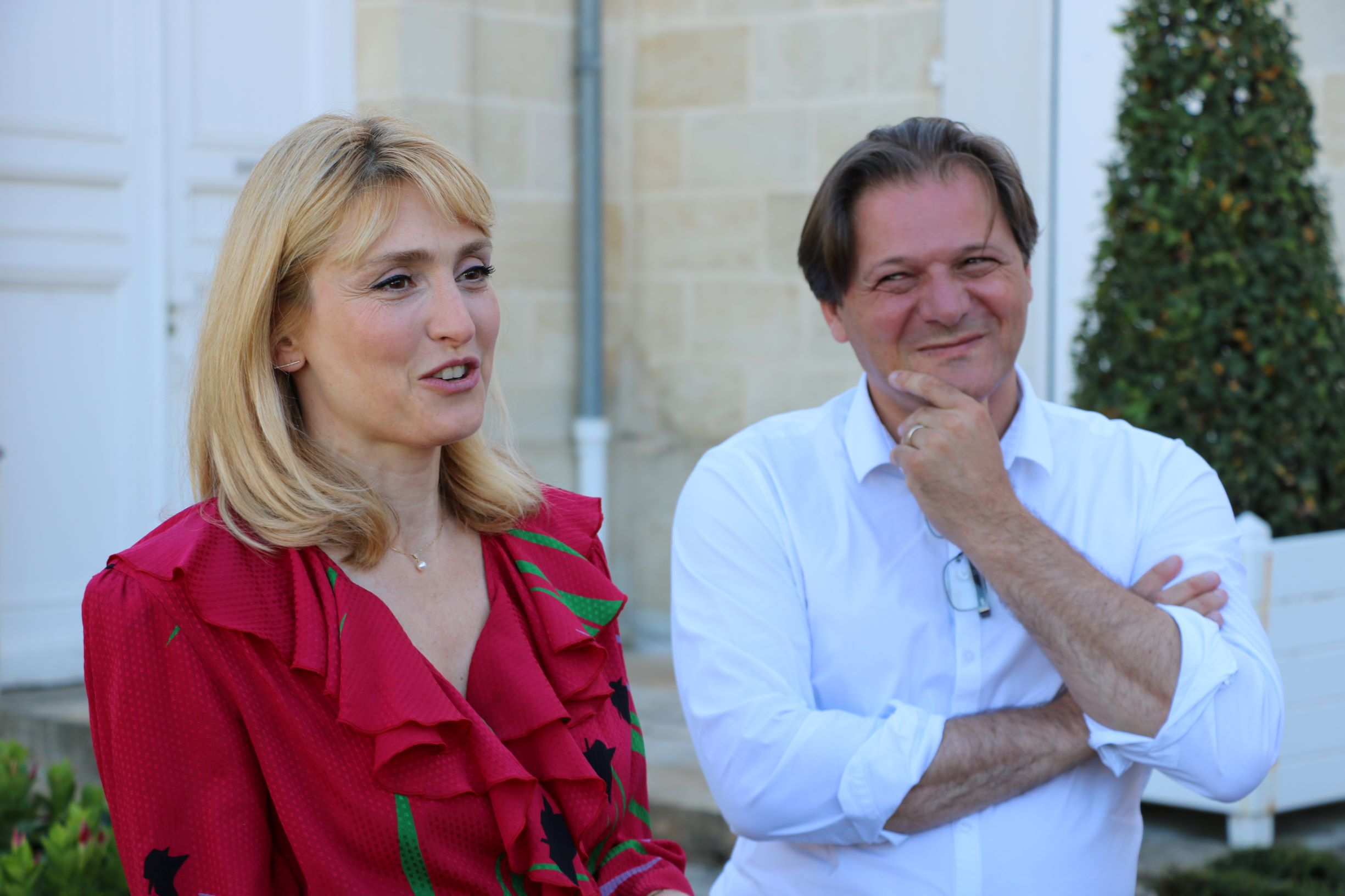
François Aymé, président de l'Association française des cinémas d'art et d'essai, avec Julie Gayet lors du Festival du film de Pauillac 2019.

Les établissements de spectacles cinématographiques d’art et d’essai ont été définis et classés par le décret no 91-1131 du 31 octobre 1991 et consolidé par le décret no 2002-568 du 22 avril 2002 du ministère de la Culture (ces décrets ont été abrogés et intégrés dans le code du cinéma par le décret no 2014-794 du 9 juillet 2014 relatif à la partie réglementaire du code du cinéma et de l'image animée).
La commission du cinéma d'art et essai du Centre national du cinéma et de l'image animée (CNC) est présidée par un membre du CNC et est composée de : un vice-président ; deux membres de droit représentant l’État (ministères chargés respectivement de la Culture, de l'Économie et des Finances) ; neuf membres représentant la profession (exploitants de salles de cinéma, producteurs, distributeurs, réalisateurs d'œuvres cinématographiques) ; un membre représentant la critique ou une personnalité qualifiée en matière d’œuvres cinématographiques de courte durée ; six personnalités qualifiées.
Les cinémas d'art et d'essai sont des salles de spectacles cinématographiques dont les programmes intègrent une proportion significative (variable en fonction de la taille de l'unité urbaine) d'œuvres cinématographiques présentant l'une au moins des caractéristiques suivantes :
- des œuvres ayant un caractère de recherche ou de nouveautés dans le domaine de la création cinématographique ;
- des œuvres présentant d'incontestables qualités, mais n'ayant pas obtenu l'audience qu'elles méritaient ;
- des œuvres reflétant la vie de pays dont la production cinématographique est assez peu diffusée en France ;
- des œuvres de reprise présentant un intérêt artistique ou historique, et notamment celles étant considérées comme des « classiques de l'écran » ;
- des œuvres de court métrage tendant à renouveler par leur qualité et leur choix le spectacle cinématographique.

Peuvent être exceptionnellement comprises dans les programmes cinématographiques d'art et d'essai :
- des œuvres cinématographiques récentes ayant concilié les exigences de la critique et la faveur du public et pouvant être considérées comme apportant une contribution notable à l'art cinématographique ;
- des œuvres cinématographiques d'amateurs présentant un caractère exceptionnel.

La recommandation des œuvres classées « art et essai » est établie par un collège de cent membres (réalisateurs, producteurs, distributeurs) votant individuellement[réf. souhaitée].

## Historique

### En France
En 1925 est créé à Paris, rue des Ursulines, un nouveau type de salle de cinéma pour la projection des films d’avant-garde : le Studio des Ursulines, précurseur des salles « art et essai ».

## Le classement des salles «art et essai» en France
Le classement des salles « art et essai » est établi par le directeur général du CNC, sur avis des sept commissions régionales puis de la commission nationale (définie ci-dessus) qui assure l’harmonisation des propositions.
Il repose sur des critères extrêmement précis concernant la diversité de la programmation « art et essai » — proportion de séances de films différents recommandés par rapport aux séances totales, de 70 % pour des communes de plus de 100 000 habitants (dans des unités urbaines de plus de 200 000 habitants) à 15 % environ pour les communes rurales. Sont pris en compte par un coefficient majorateur ou minorateur : le contexte géographique et sociologique ; la politique d’animation ; l’environnement cinématographique ; le travail en réseau ; la politique de diffusion du court métrage…
Trois labels peuvent être attribués aux salles selon leur programmation : « Jeune public », « Patrimoine et répertoire » et « Recherche et découverte ».
En 2019, 1 221 cinémas ont été classés « art et essai », soit 60 % des cinémas français, qui se répartissent ainsi sur le territoire :
| Paris                      | 39    |
| Banlieue Parisienne        | 123   |
| Hauts-de-France            | 46    |
| Normandie                  | 59    |
| Bretagne                   | 96    |
| Pays de la Loire           | 86    |
| Centre-Val-de-Loire        | 40    |
| Grand-Est                  | 64    |
| Bourgogne-Franche-Comté    | 61    |
| Auvergne-Rhône-Alpes       | 186   |
| Provence-Alpes-Côte d’Azur | 93    |
| Nouvelle-Aquitaine         | 172   |
| Occitanie                  | 151   |
| Corse                      | 3     |
| Guyane                     | 1     |
| La Réunion                 | 1     |
| Total                      | 1 221 |

Parmi ces cinémas, 835 ont obtenu au moins un label (68,4 %), dont 267 les trois labels « Recherche et découverte », « Jeune public » et « Patrimoine et répertoire ».
Les commissions « art et essai » réexaminent tous les deux ans les demandes de classement de tous les cinémas. Le classement « art et essai » permet aux établissements de bénéficier d'une subvention afin de mener à bien leur mission culturelle ; la liste des bénéficiaires fait l'objet d'une publication.
À la suite d'une réforme intervenue en 2017, le montant de l'enveloppe annuelle allouées aux cinémas qui bénéficient de ces subventions est passé de 15 à 16,5 millions d'euros.

## Le réseau «art et essai» en France
La plupart des cinémas qui obtiennent le classement art et essai sont regroupés au sein de l'Association française des cinémas d'art et d'essai (AFCAE), créée en 1955 par des directeurs de salles et des critiques, et qui a obtenu un statut officiel en 1959 grâce au ministre de la Culture. Comptant à ses débuts cinq salles adhérentes, elle regroupait 1 065 établissements classés « art et essai » en 2006. Près de vingt associations départementales et régionales en font également partie.
L'AFCAE participe également à un mouvement international, la Confédération internationale des cinémas d'art et d'essai (CICAE), qui fédère trois mille « écrans ».
Le réseau des salles de proximité et « art et essai » entend contribuer à préserver un lien social dans les zones insuffisamment desservies par le cinéma commercial et assurer la pluralité de la diffusion considérée comme indispensable à la pluralité de la création. Le fil conducteur des défenseurs du cinéma d'art et d'essai est la défense du cinéma en tant qu'expression artistique singulière, dans un esprit d'indépendance par rapport aux lois du marché.